# Holubivka, Kalînivka
Holubivka (în ucraineană Голубівка) este localitatea de reședință a comunei Holubivka din raionul Kalînivka, regiunea Vinnița, Ucraina.

## Demografie
Componența lingvistică a localității Holubivka
     Ucraineană (99,28%)
     Alte limbi (0,72%)
Conform recensământului din 2001, majoritatea populației localității Holubivka era vorbitoare de ucraineană (99,28%), existând în minoritate și vorbitori de alte limbi.